# Presó del Pópulo
L'antiga Presó del Pópulo de Sevilla va ser un establiment penitenciari desaparegut que va existir a la ciutat, al barri de l'Arenal al segle xix i que va ser clausurada en 1932, quan s'inaugura la Presó de la Ranilla. És l'actual Mercat de l'Arenal.

## Història
Aquesta presó es va crear en l'immoble del desamortitzat convent del Pópulo, un monestir que va estar en funcionament fins a l'any 1837. Quan l'edifici encara ni tan sols estava completament acabat, la presó tenia ja diversos centenars de presos, xifra que va anar augmentant. En octubre de 1837 el nombre de presos era de 500 i anava augmentant. El motiu de construir la nova presó va ser traslladar als presos a aquesta nova per lliurar-los de la insalubritat i l'abandó que sofrien a les presons més antigues.
En el reglament de la presó es diu textualment:
| «                                         | Els presos pertanyen per comú a la classe més pobra, i l'educació de la qual ha estat descurada: acostumats des de nens a la vagància i la indecència, es precipiten en la seva major edat a tots els delictes, i encallits per fi en ells, venen a ser homes desangelats, que o moren afrontosament en el patíbul o arrosseguen en els presidis una vida plena d'afanys i misèries. Inútil és que es dictin lleis severes per castigar els delinqüents: tan impossible és disminuir-los a força de penes, com a fàcil evitar el crim proporcionant treballs als joves, i donant-los en els seus tendres anys una educació convenient. | » |
| — Reglament de la Presó del Pópulo. 1837. | |   |

A partir d'aquest any l'església del convent seguiria oberta al culte dos anys més, depenent de la parròquia de la Magdalena, mentre que les galeries i dependències dels frares es van convertir en presó penitenciària, coneguda com a Presó del Pópulo.
La seva ubicació exacta apareix reflectida en els diferents gravats històrics de la ciutat, com per exemple el realitzat per Álvarez Benavides en 1860, on es mostra la presó com un edifici de planta rectangular, gairebé quadrada, situat a extramurs, proper a la Porta de Triana, i aïllat en els seus quatre fronts.
La presó va continuar com a tal fins a l'any 1932, quan va entrar en funcionament la nova Presó Provincial, més coneguda com a Presó de la Ranilla. El vell edifici va ser demolit a partir de 1937;
En la dècada dels anys quaranta del segle XX l'Ajuntament de Sevilla va aixecar sobre aquell solar un gran edifici per allotjar el Mercat de Entradores de l'Arenal; un edifici que va ser inaugurat en 1946 i que comptava amb habitatges i dependències administratives municipals. Aquell antic mercat d'entradores després va ser convertit, en els anys vuitanta del mateix segle XX en l'actual Mercat de l'Arenal.
De la vella presó desapareguda es conserven nombrosos documents gràfics, especialment pel que concerneix la Setmana Santa de Sevilla, quan en els matins de Divendres Sant la Germanor de l'Esperança de Triana tornava els seus passos cap a on estaven els presos, que des d'allí els cantaven les seves saetas. En record d'aquells emotius moments es va col·locar en 1955 el retaule ceràmic que avui existeix en un extrem de l'actual mercat de l'Arenal representant el rostre de la Esperanza de Triana i amb el text que se cita, i que al seu torn va servir d'inspiració per a la marxa processional "Soleá dame la mano" del cèlebre compositor Manuel Font de Anta.
| «                                                              | "La Santíssima Verge de l'Esperança, de la confraria de Triana, rebia cada any en el matí del Divendres Sant l'emocionat homenatge d'amor i de dolor dels reclusos de l'antiga presó anomenada del Pópulo, des del locutori del qual, emplaçat en el lloc que assenyala aquest retaule, tantes vegades van invocar a qui és consol dels afligits”. | » |
| — Text en la taulell col·locat en la façana de l'antiga presó. | |   |